# Marienkirche (Quickborn)

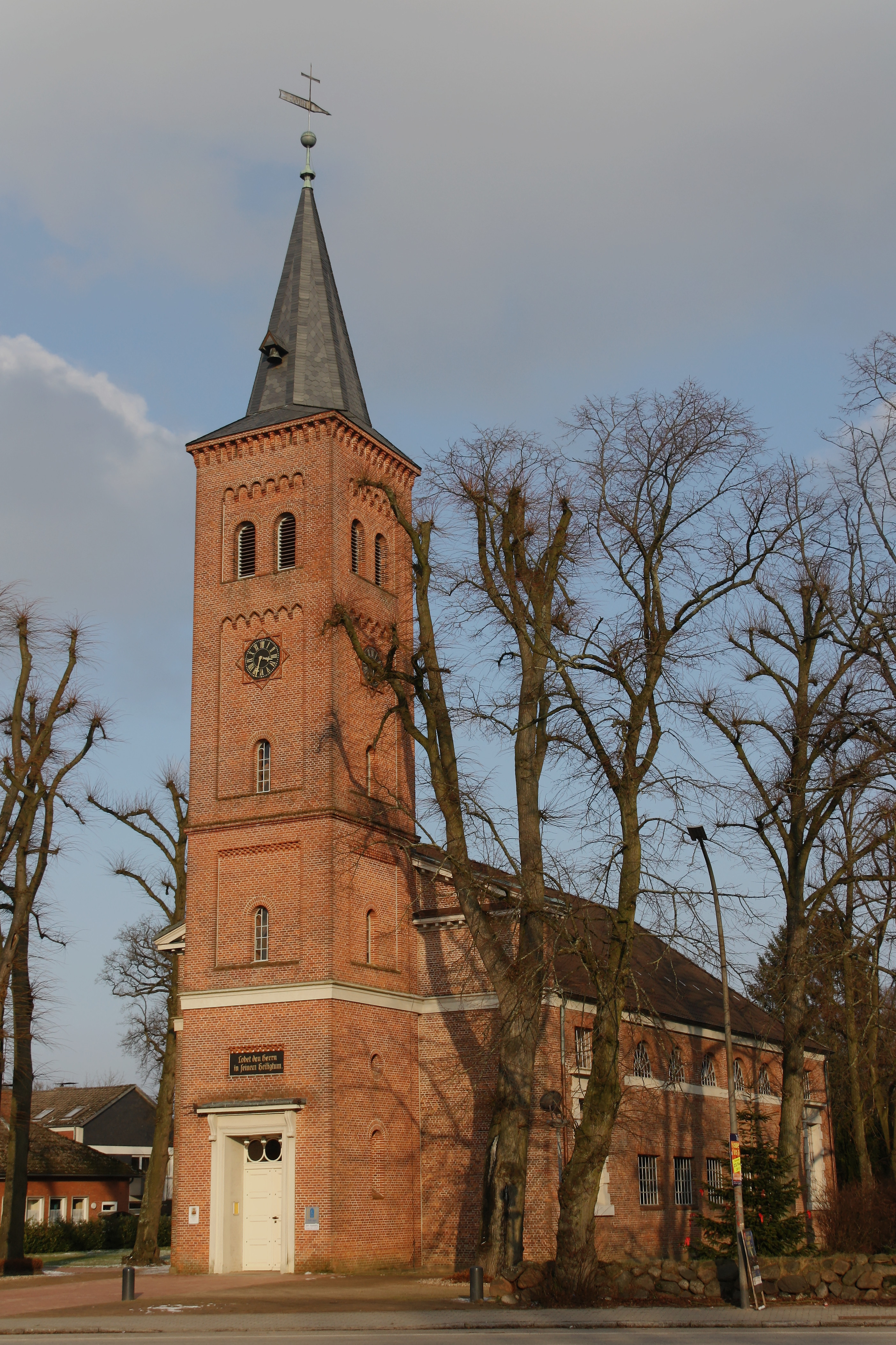
Ansicht von der B4

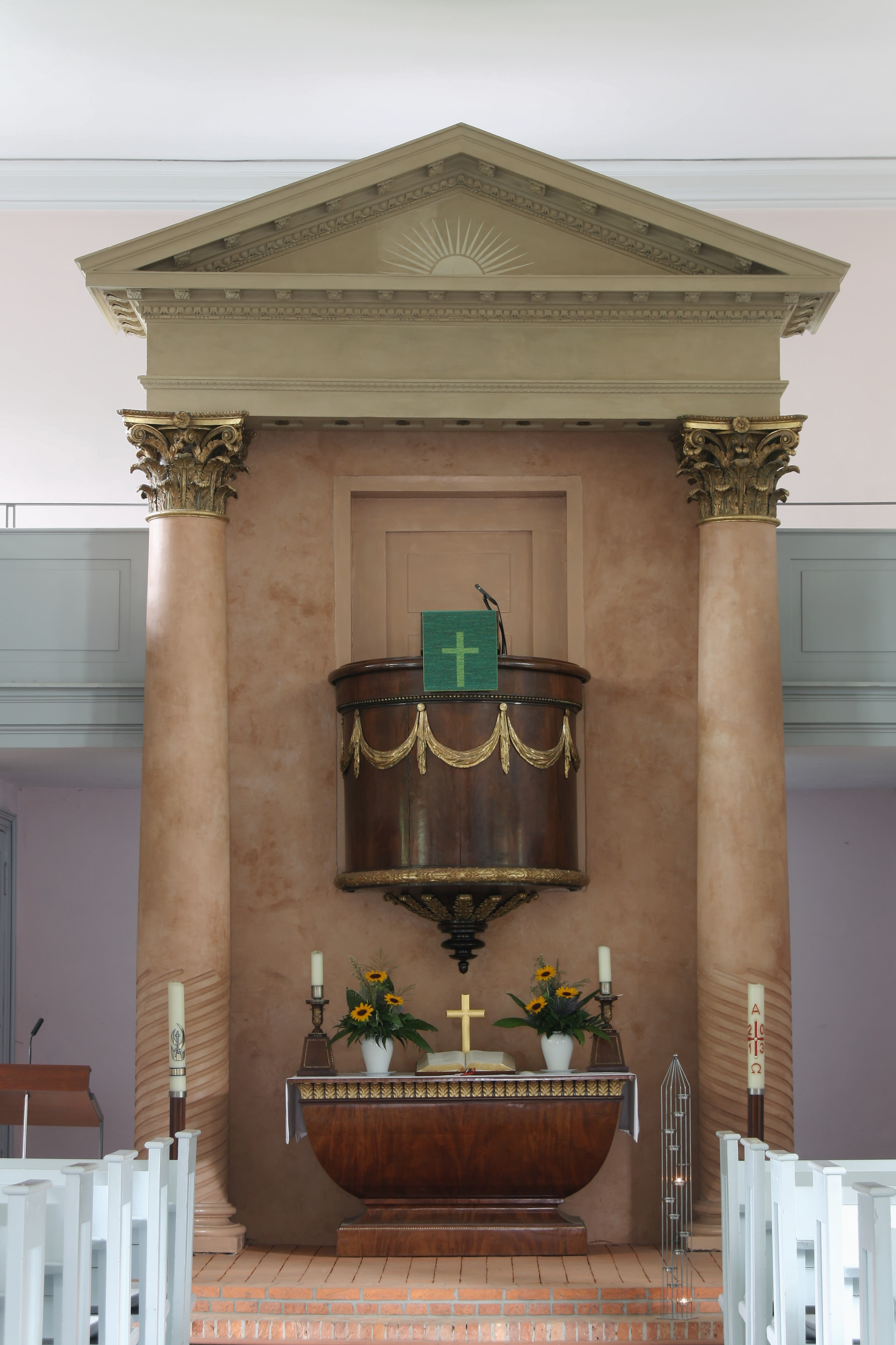
Altar

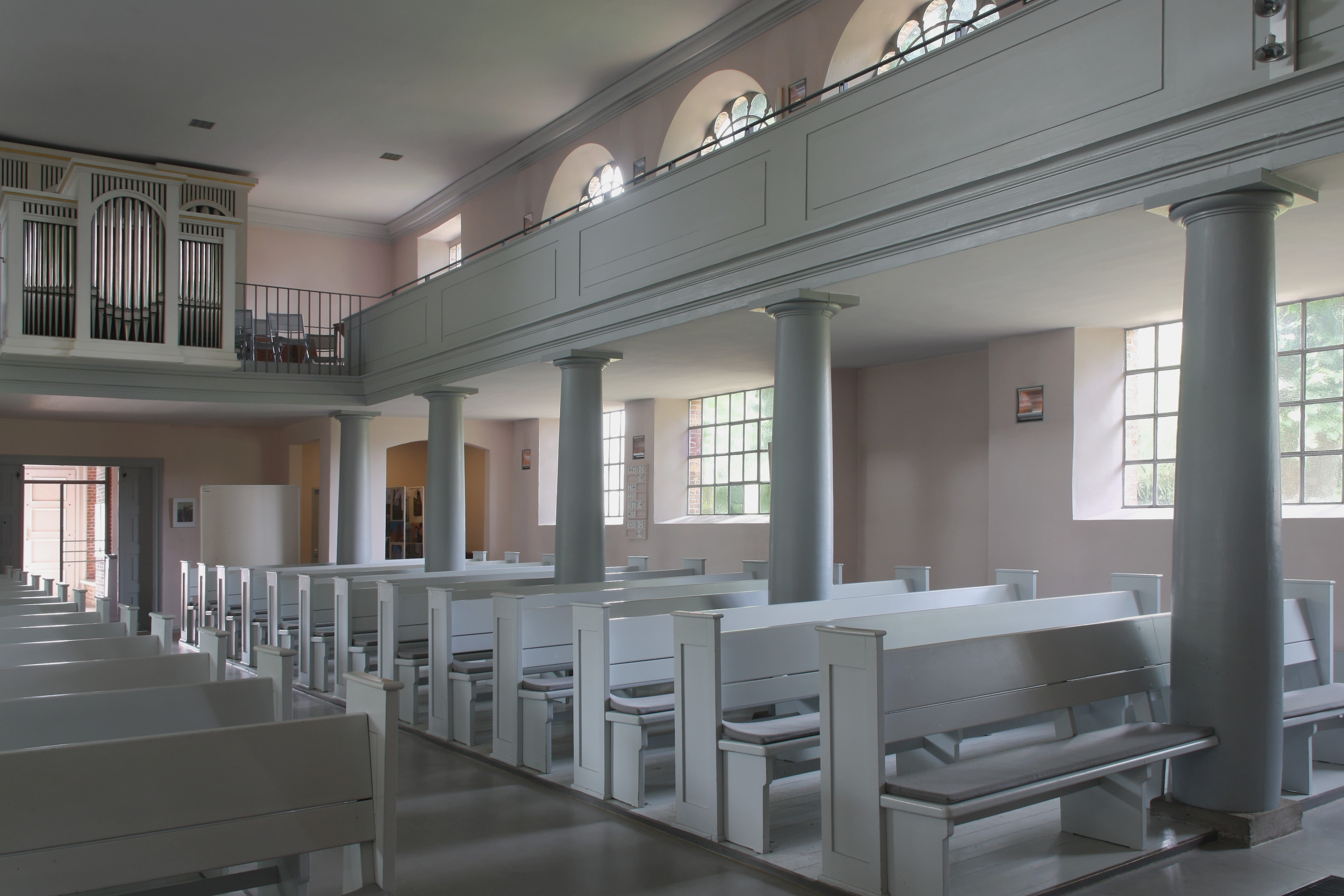
Nordseite des Innenraums mit Empore

Die evangelisch-lutherische Marienkirche von Quickborn liegt direkt im Zentrum des Ortes an der Kreuzung der Kieler Straße (Bundesstraße 4) mit der Ellerauer Straße (Landesstraße 76). Sie ist die älteste von fünf Kirchen in Schleswig-Holstein, die nach Bauplänen von Christian Frederik Hansen, eines der bedeutendsten Architekten des Klassizismus, errichtet wurden.

## Vorgeschichte
Eine erste Kapelle für Quickborn ist 1323 belegt. Damals war Quickborn Teil des Kirchspiels Rellingen. 1589 wurde die Kirchengemeinde selbständig und erhielt eine eigene Kirche. Diese Fachwerkkirche, die 1683 vergrößert wurde, fiel 1759 einem Brand zum Opfer. Offensichtlich nur notdürftig instand gesetzt diente sich der Gemeinde bis 1803 als Gottesdienstraum. 1804 wurde sie abgerissen.

## Bau der Kirche
Die Pläne für den Kirchenbau stammen von Christian Frederik Hansen, der ihn als Saalkirche mit umlaufenden Emporen konstruierte. Ein Turm war zunächst nicht vorgesehen, die Kirche sollte nur einen Dachreiter mit einer einzelnen Glocke erhalten. Damit orientierte sich Hansen an der bevorzugten Grundform für Kirchen des Klassizismus. Diese Pläne setzte sein mit der Bauleitung beauftragter Neffe Johann Matthias Hansen in den Jahren 1807 bis 1809 um. Am 31. August 1809 konnte die Kirche geweiht werden.
Der Innenraum wird von insgesamt 12 dorischen Säulen zu beiden Seiten des Mittelgangs dominiert. Diese Säulen führen den Blick des Betrachters unmittelbar zum Altar.
Nachdem 1832 die Altona-Kieler Chaussee fertiggestellt wurde, kam es in Quickborn zu einem starken wirtschaftlichen Aufschwung, der die finanzielle Lage der Gemeinde verbesserte und die Ansprüche der Bürger an repräsentative Bauten steigen ließ. Damit die bis dahin eher unscheinbare Kirche von der neuen Verkehrsachse aus "sichtbarer" würde, erweiterte man sie 1863 um den heutigen neoromanischen Turm. Im Zuge des Turmbaus kam es ebenfalls zu Veränderungen im Eingangsbereich, die man heute noch daran erkennen kann, dass der Ziegelboden um die Treppen zur Empore unterschiedlich alt ist. Die rechte Seite stammt aus der Zeit des ersten Baus 1809, die linke Seite aus der Zeit des Turmbaus.

## Ausstattung
Die Innenausstattung ist seit dem Bau nur wenig verändert worden, der heute ungewohnte klassizistische Charakter hat sich daher fast vollständig erhalten. Die beiden dominierenden Ausstattungsstücke sind der Kanzelaltar und die Taufe.
Der typisch norddeutsch protestantische Kanzelaltar ist von einer Ädikula, einer an griechische Tempel erinnernden Konstruktion, umgeben. Die beiden das Dach stützenden korinthischen Säulen sind zusätzlich mit Akanthusblättern verziert. Die im darüber stehenden Tympanon angebrachte strahlende Sonne könnte den auferstandenen Christus symbolisieren. Zusammen mit dem Altartisch, dessen an einen Sarkophag erinnernde Form den Tod Christi versinnbildlichen könnte, hätte diese Symbolik nach einer so vermuteten Vorstellung Hansens ein Kreuz auf dem Altar überflüssig gemacht – in der liberalen Theologie nach 1800 stand aber der Tod und die Auferstehung nicht im Mittelpunkt der Frömmigkeit. In Hansens Hauptwerk, der Frauenkirche (Kopenhagen) steht der berühmte segnende Jesus von Bertel Thorvaldsen, der das liberale Jesusbild als Mensch und Lehrer gut symbolisiert.
Die gut erhaltene klassizistische Taufe ist ein in Schleswig-Holstein einmaliges Kunstwerk. Der von einem aufwändig gearbeiteten Band zusammengehaltenen Schaft weckt Erinnerungen an Getreidegarben. Den oberen Abschluss bildet ein vergoldeter Eierstab, der an reife Ähren denken lässt und der als Kranz das eigentliche silberne Taufbecken umschließt. Bis heute konnte zwar ermittelt werden, dass die Taufe eigens zur Weihe der Kirche angefertigt wurde, jedoch ist immer noch unbekannt, welcher Künstler sie erschaffen hat.
An der Stelle des heutigen schlichten Kreuzes befand sich von 1890 bis 2007 auf dem Altar ein weitaus stärker verziertes Kruzifix. Um 1890 fand man die liberale Theologie, deren Ausdruck der klassizistische Bau ohne Kruzifix war, theologisch falsch. 2007 wurde diese konservative theologische Kritik aus ästhetischen Gründen rückgängig gemacht und das Kruzifix in die Sakristei gestellt. Nach Kritik aus der Gemeinde wurde als Kompromiss das neue schlichte Kreuz aufgestellt.
Der ursprüngliche Ziegelfußboden ist nicht mehr zu erhalten gewesen, 2007 ersetzte man ihn durch einen neutralen modernen Boden. Nur im Bereich der zum Altar führenden Stufen werden weiterhin Ziegel, wenn auch neue, verwendet.

## Glocken und Turm
Für den ersten Dachreiter gab es bereits seit 1809 eine Glocke, die jedoch 1910 zersprang. Als Ersatz diente trotz des mittlerweile größeren Turmes weiterhin eine einzelne Glocke, die man 1971 aus Sicherheitsgründen stilllegte. Aus ihrem Material wurde die Glocke für die Friedhofskapelle gegossen.
Die Kirche selber erhielt 1972 drei Glocken aus der Glockengießerei Bachert in Karlsruhe. Sie haben folgende Inschriften und Schlagtöne:
- Soli Deo Gloria, g1
- Meine Zeit steht in deinen Händen, b1
- O Land, Land, höre des Herrn Wort, c2

Der Turm wurde bereits zwei Mal saniert. Eine erste Sanierung in den 1970er-Jahren war nicht sehr langlebig, 1999 folgte eine weitere Sanierung, bei der der stählerne Glockenstuhl durch einen hölzernen ersetzt wurde, der nicht mehr direkt mit dem Mauerwerk verbunden ist. Die Glockensteuerung erfolgt heute computergesteuert, um unerwünschte Schwingungen zu vermeiden, die die Stabilität des Turms gefährden können.

## Orgel

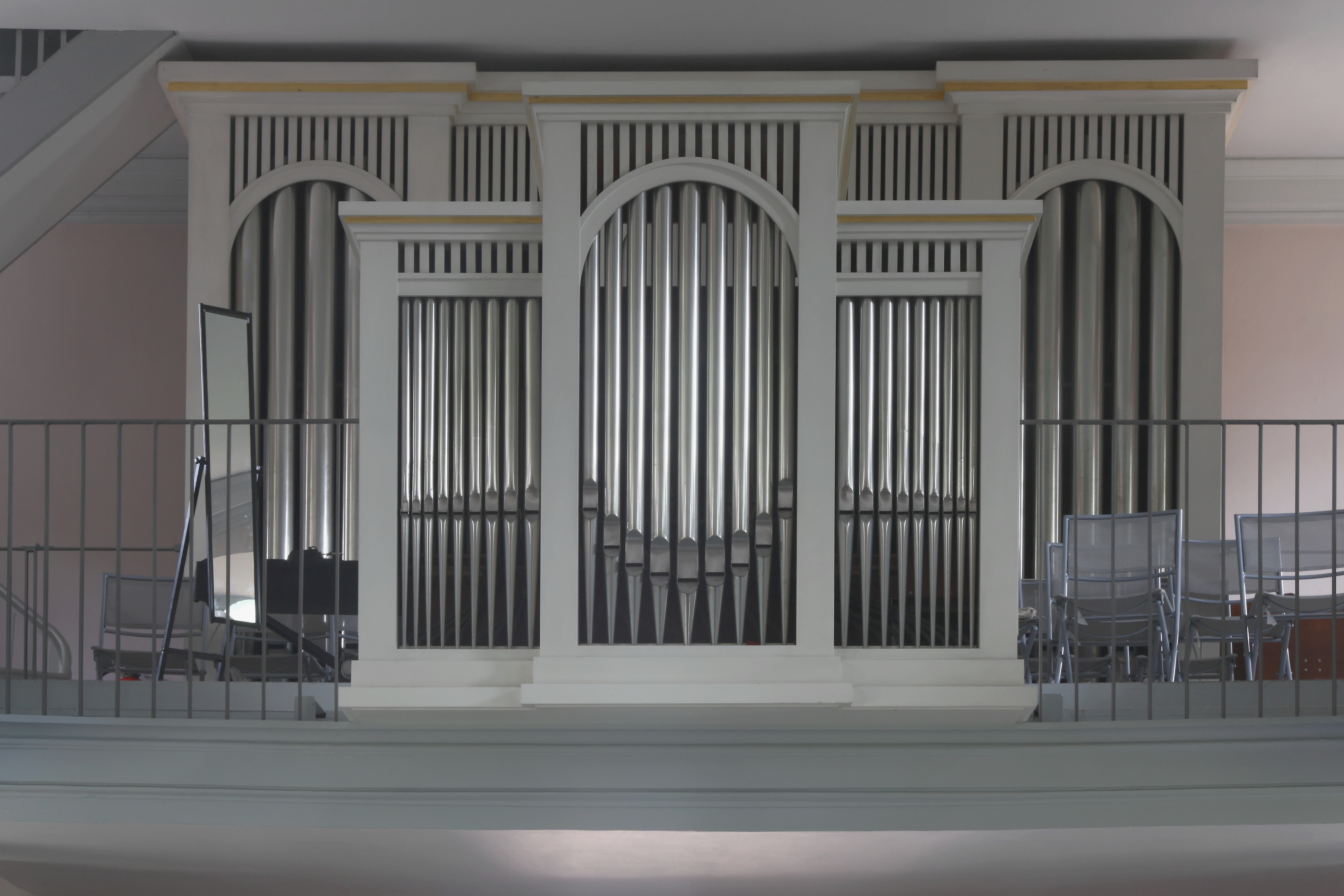
Orgelprospekt

Die heutige Orgel fertigte 1983 die Fa. Orgelbau Willi Peter, die sie auch im Jahr 2002 restaurierte und die Disposition leicht änderte. Seitdem besitzt sie 20 Register auf zwei Manualen und Pedal und besteht aus insgesamt 1458 Pfeifen. Die Disposition lautet seit der Restaurierung:
| I Rückpositiv C–g3 |                 |       |
| 1.                 | Singend Gedackt | 8′    |
| 2.                 | Praestant       | 4′    |
| 3.                 | Rohrflöte       | 4′    |
| 4.                 | Dulcian         | 2′    |
| 5.                 | Sifflöte        | 1 ⁄3′ |
| 6.                 | Scharff IV      |       |
| 7.                 | Rohrkrummhorn   | 8′    |
|                    | Tremulant       |       |

| II Hauptwerk C–g3 |              |       |
| 8.                | Prinzipal    | 8′    |
| 9.                | Spitzgedeckt | 8′    |
| 10.               | Oktave       | 4′    |
| 11.               | Koppelflöte  | 4′    |
| 12.               | Quinte       | 2 ⁄3′ |
| 13.               | Oktave       | 2′    |
| 14.               | Mixtur IV–V  |       |
| 15.               | Trompete     | 8′    |
|                   | Tremulant    |       |

| Pedal C–f1 |                 |     |
| 16.        | Subbass         | 16′ |
| 17.        | Flötenprinzipal | 8′  |
| 18.        | Choralbass      | 4′  |
| 19.        | Hintersatz IV   |     |
| 20.        | Fagott          | 16′ |

- 4 Normalkoppeln; I/II, I/P, II/P
- Spielhilfen: Vierfacher Setzer

## Kirchhof
Der Bereich vor der Kirche heißt seit 2009 Christian-Frederick-Hansen-Platz, seine Gestaltung wurde beim Wettbewerb „Denkmalschutz barrierefrei“ als beispielhaft ausgezeichnet. Der heutige Kirchhof war bis 1871 der Friedhof Quickborns. Er wurde zunächst durch den heutigen Nordfriedhof ersetzt, der seit 1946 durch den Heidefriedhof ergänzt wird. Auf dem Kirchhof befinden sich drei Gedenkstätten für die Opfer der beiden Weltkriege und des Krieges 1870/71.
Direkt an der Ostwand der Kirche stehen noch zwei Grabplatten aus dem 18. Jahrhundert als einzige Reste des ehemaligen Friedhofs. Eine wurde 1736 für das Grab des Bauernvogts Marten Sellhorn geschaffen, die andere 1776 für den ehemaligen Schulmeister von Ellerau, Wilhelm Kröger.

## Fotografien und Karte
Koordinaten: 53° 43′ 54,2″ N, 9° 53′ 45,6″ O

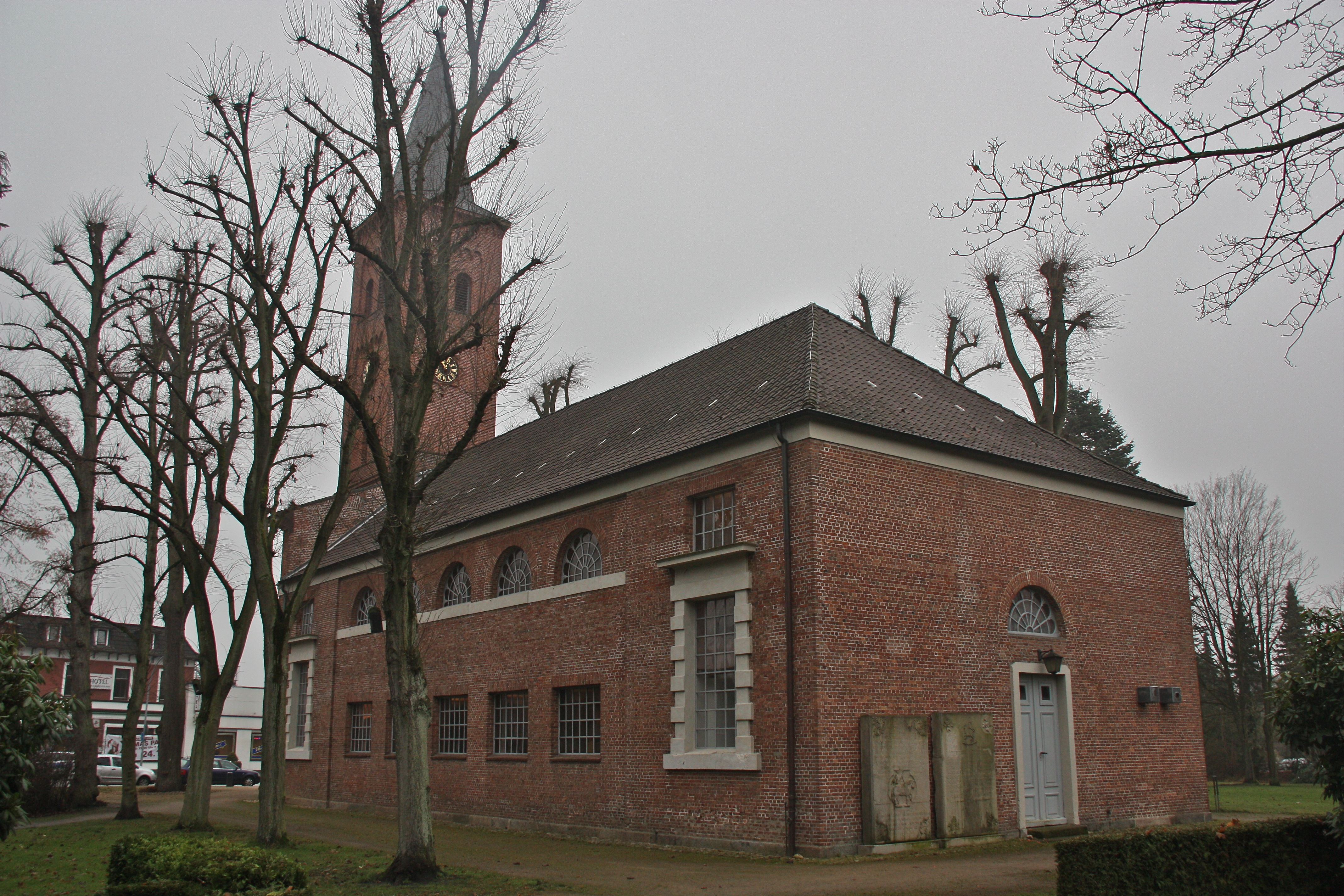
Ansicht von Süden
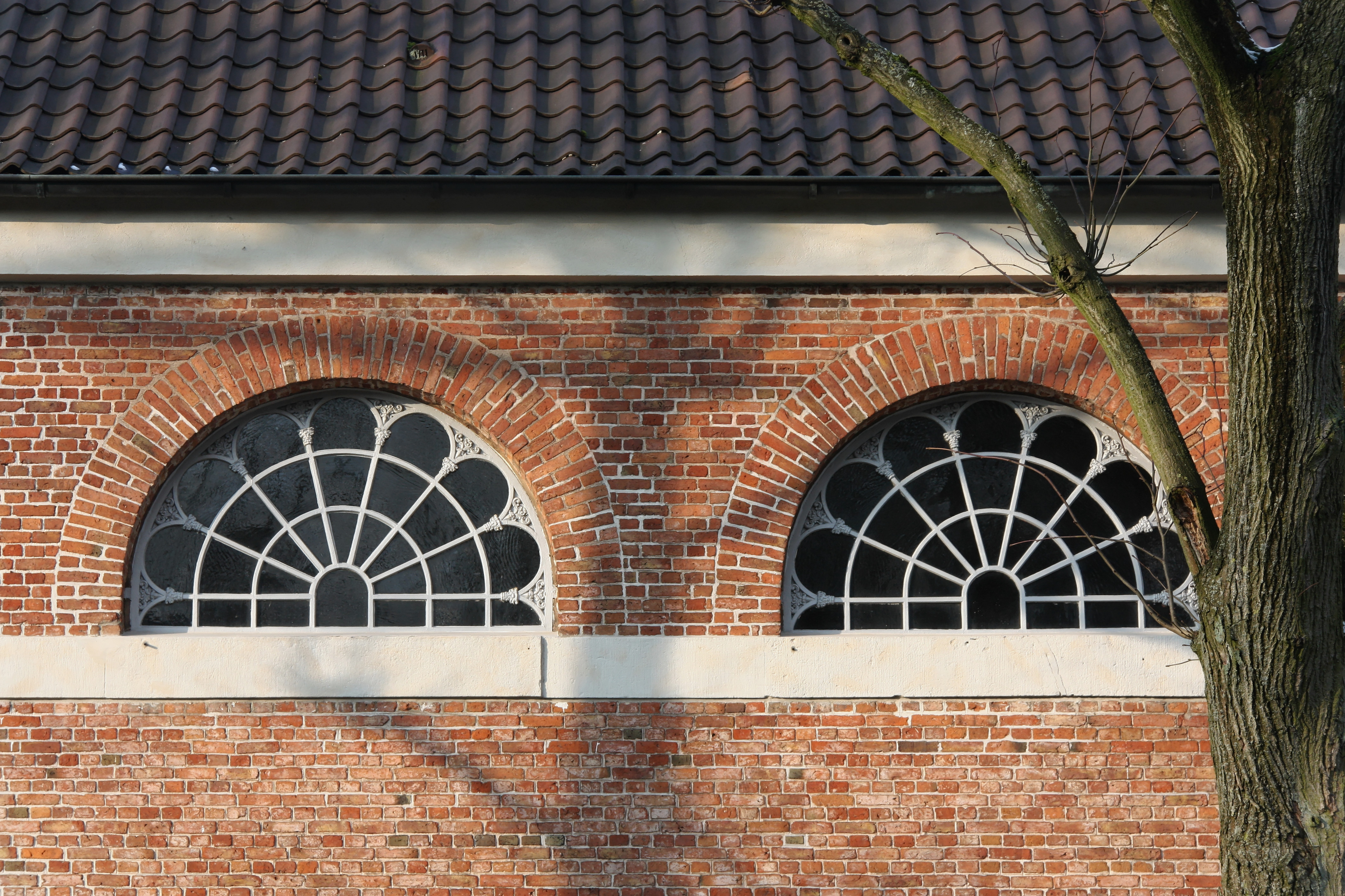
Typisch klassizistische Rundbogenfenster
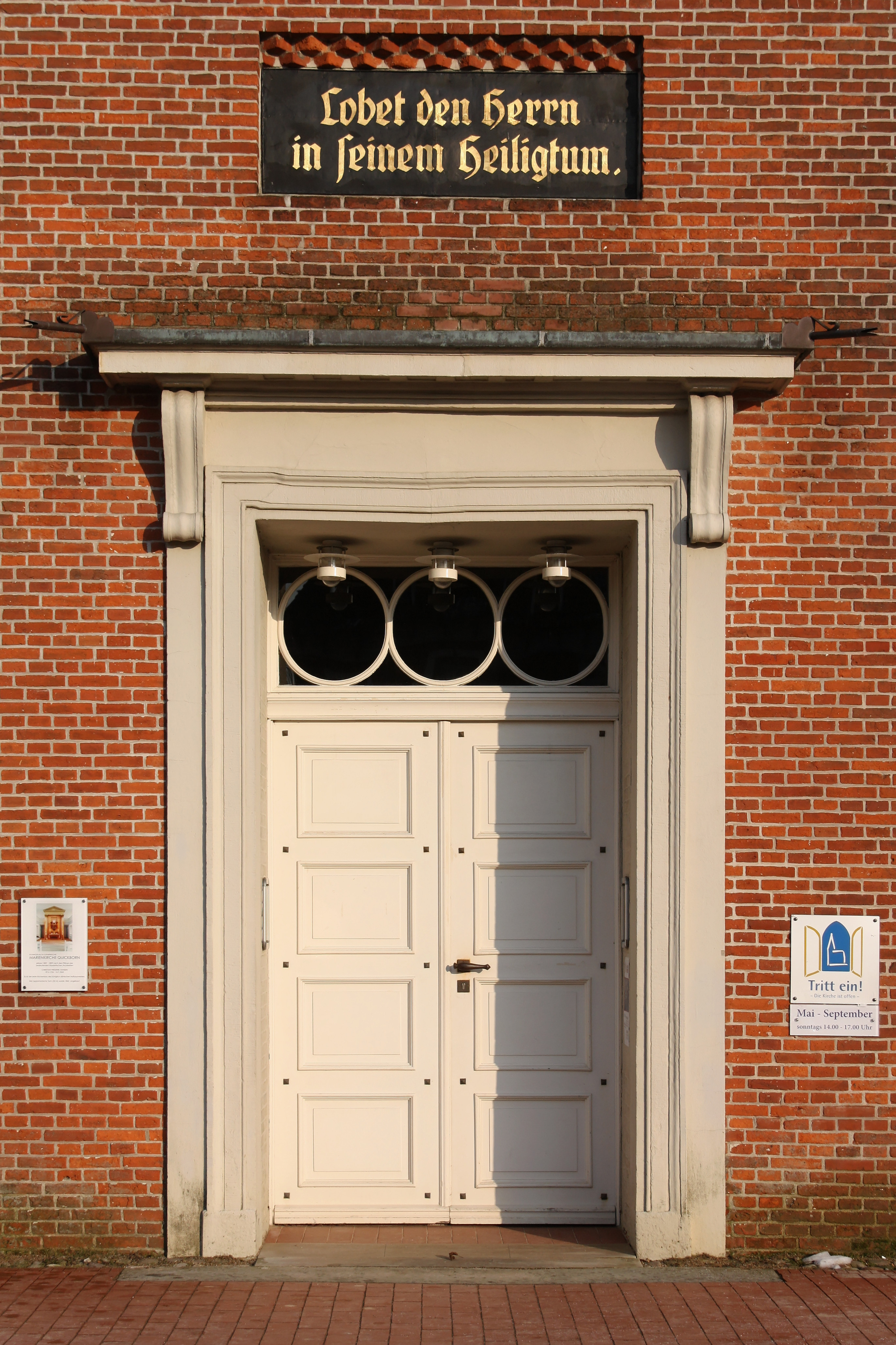
Haupteingang
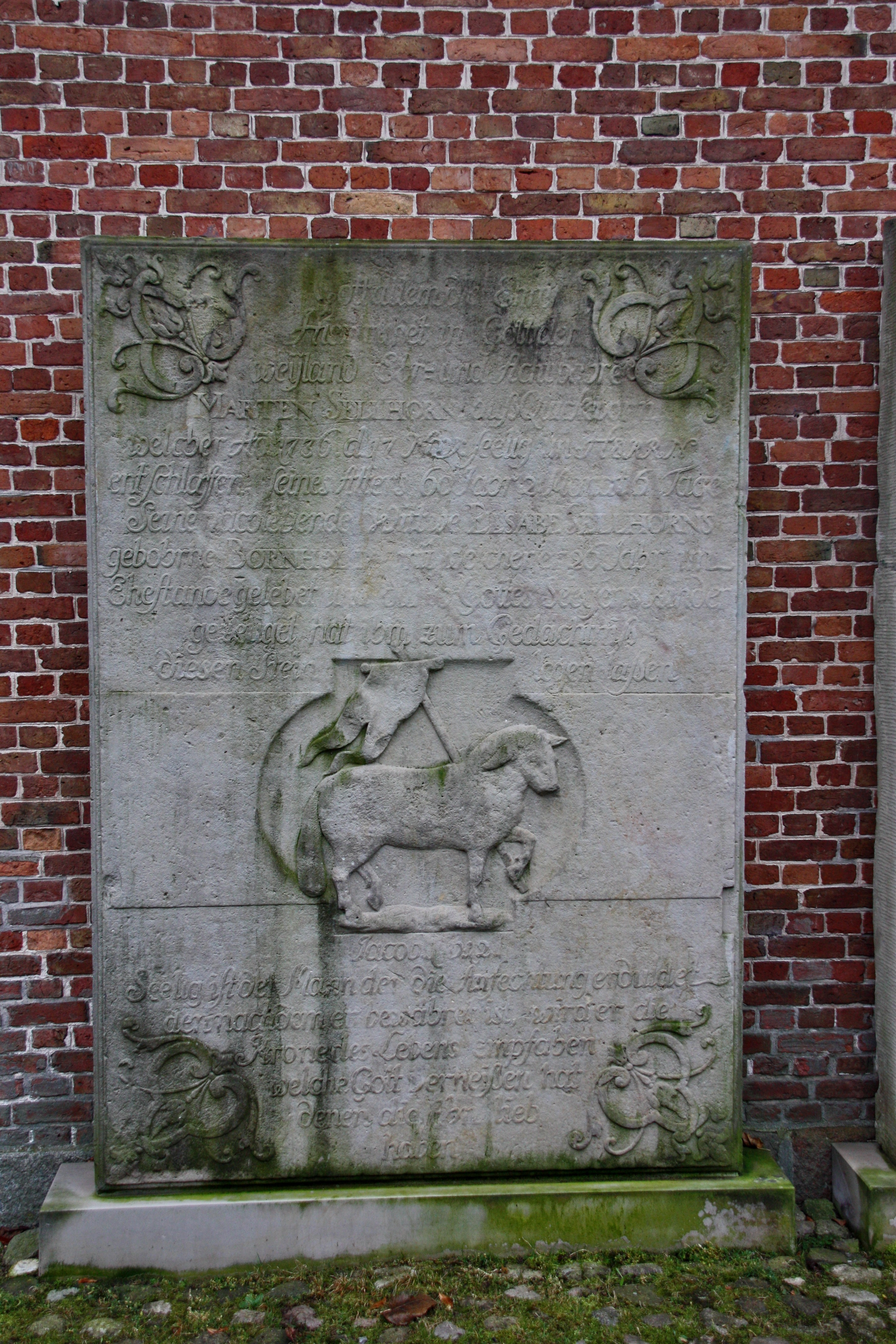
Südliche Grabplatte im Außenbereich
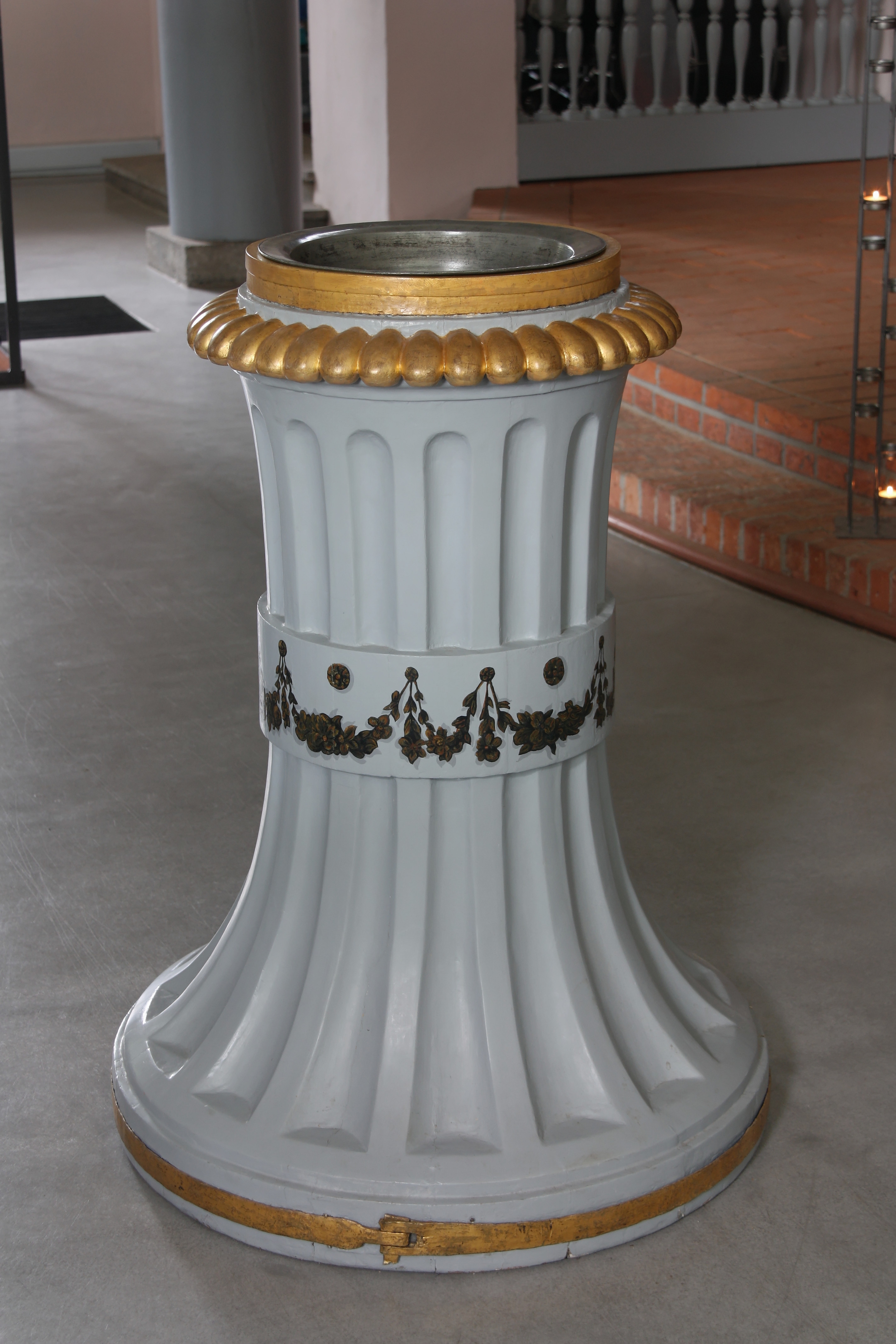
Taufe